# Frederiksø (Ertholmene)
 Ikke at forveksle med Frederiksø (Svendborg).
Frederiksø er den tredjestørste ø i den lille øgruppe Ertholmene nordøst for Bornholm og den næststørste af de beboede øer.
På øen findes Christiansø Museum i Lille Tårn.

## Beskrivelse
Frederiksø er opkaldt efter kong Frederik 4., som lod havnen og kasernerne udbygge, efter Christian 5. havde etableret en fæstning på naboøen Christiansø. Øen har et areal på cirka 4 hektar, og dens højeste punkt er 8 m o.h. Det bor ca. 30 mennesker, blandt andet i Frederiksøgaden.
På Frederiksø ligger Lilletårn, som blev bygget i kampesten i 1685 under ledelse af Anthony Coucheron. Det var et fæstningstårn opført for at forhindre sejlads mellem Græsholmen og Frederiksø og forhindre fjendtlig landgang på Græsholmen. Tårnet er i dag museum, hvor man kan opleve livet på Ertholmene, som det var i fæstningstiden. 
Øens tidligere statsfængsel, Balonen, hvor blandt andet J.J. Dampe sad fængslet 1826-32, blev bygget i 1825 og er i dag museum for Dampe. Balonens sidste statsfanger blev frigivet i 1856.
Frederiksø er forbundet til Christiansø med en svingbro. 
Frederiksø og resten af Ertholmene har særstatus i Danmark, idet den ikke er en del af nogen kommune eller region. Da øen ikke er en del af nogen kommune, bliver der hverken betalt kommuneskat eller sundhedsbidrag, men kun statsskat, af beboerne på øen.
70.000 turister besøger årligt Christiansø og Frederiksø, som ejes og administreres af Forsvarsministeriet. Der er (2022) cirka 90 fastboende på Christiansø og Frederiksø. Alle bygninger på øerne er fredet.